# Phyllachora meibomiae
Phyllachora meibomiae är en svampart som beskrevs av F. Stevens 1927. Phyllachora meibomiae ingår i släktet Phyllachora och familjen Phyllachoraceae.   Inga underarter finns listade i Catalogue of Life.